# Dunajeć
Dunajeć (ukr. Дунаєць) – wieś na Ukrainie, w obwodzie sumskim, w rejonie szosteckim, w hromadzie Głuchów. W 2001 roku liczyła 1254 mieszkańców.